# Пешак
Пешак (ијек. пјешак) означава човека који је у равномерном кретању уобичајене брзине, а које врши само својом снагом, или, ређе, снагом мотора инвалидских колица. Може имати и уже значење, у саобраћају пешак је, такође, онај који се креће равномерно неубрзано својом снагом, ван превозног средства (бицикла, мотоцикла, аутомобила, камиона, трактора, аутобуса, тролејбуса, трамваја, воза, авиона, чамца, брода — јер уласком у возило постаје возач или путник). 
Постоји широка распрострањеност термина пешак: пешачка стаза — тротоар, пешачка зона (у граду), пешачка улица, пешачки мост, ђак пешак...

## Историја
Ходање је увек било основни начин кретања човека. Први људи, који су мигрирали из Африке око 60 000 година уназад, кретали су се пешке. Они су ишли уз обалу Индије да би стигли до Аустралије. Прешли су преко Азије да би стигли до Америке, и из Централне Азије у Европу.
С појавом аутомобила почетком XX века, основна прича је да су аутомобили преузели примат и „људи су изабрали аутомобил“, али је било много група и покрета који су преферирали пешачење као основни вид транспорта, а неки су се организовали да промовишу ходање и да уравнотеже широко распрострањено мишљење, које је често давало предност аутомобилима, као што прича Питер Нортон.

## Проблеми безбедности
Безбедност је важан питање тамо где аутомобили могу пресецати пешачке стазе. Возачи и пешаци имају одређену одговорност за повећање безбедности учесника у саобраћају. Саобраћајне незгоде нису неизбежне; оне су предвидиве и спречиве.
Главни ризици за пешаке су добро познати. Међу добро документованим факторима су понашање возача (укључујући прекорачење брзине и вожњу у пијаном стању); недостатак инфраструктуре (укључујући тротоаре, пешачке прелазе и сигурносна острва); као и дизајн возила који не штити пешаке од удара. 
Већина повреда пешака дешава се када прелазе улицу. Пешаци, који су настрадали услед удара аутомобила и других возила, обично се суочавају са великим медицинским трошковима, потребом за даљим лечењем, губитком прихода и смањењем радне способности у будућности. Већина несрећа са учешћем пешака дешава се ноћу. Већина пешака страда услед фронталног судара.